# Arcugnano
Albettone és un municipi italià de 7.816 habitants de la província de Vicenza (regió del Vèneto).